# Olfen
Olfen település Németországban, azon belül Észak-Rajna-Vesztfália tartományban. Lakosainak száma 13 298 fő (2023. december 31.). Olfen Waltrop és Lüdinghausen községekkel határos.

## Népesség
A település népességének változása:
| Lakosok száma | 7651 | 12 674 | 12 846 | 12 846 | 13 040 | 13 253 | 13 298 |
|               | 1975 | 2017   | 2018   | 2019   | 2021   | 2022   | 2023   |